# Mission Interministérielle sur les Mutations Économiques
La mission interministérielle sur les mutations économiques (MIME) a été créée le 28 janvier 2003 pour améliorer l'action publique dans le domaine de l'économie en coordonnant les services de l'État, notamment ceux du ministère de l'emploi. Elle avait notamment pour objectif de répondre aux situations de crise qui pouvaient toucher un territoire lors de la fermeture d'une entreprise, en partenariat avec les préfectures, en concevant des méthodes pour le re-dynamiser. Elle vise à anticiper les évolutions économiques, en se fondant sur la prévision. 
Elle est annoncée en 2002 lors de l'interview traditionnelle du 14 juillet du président Jacques Chirac, dans un contexte de forte augmentation des plans sociaux. Mais rapidement la mission fait face à des difficultés : les autres administrations ne coopèrent pas pleinement, et, même si elle est opérationnelle dès octobre 2002, son décret de création paraît un an plus tard, en octobre 2003. 
Elle est dirigée jusqu'en octobre 2003 par Claude Viet, qui quitte ses fonctions après des débuts chaotiques. Il est remplacé à la tête de la MIME par Jean-Pierre Aubert, jusqu'à sa disparition le 31 décembre 2005. Ils sont responsables d'une équipe réduite, constituée de trois chargés de mission, pour un budget d'à peine 100 000 euros annuels. La mission crée des observatoires régionaux, le premier étant dans les Pays de la Loire.
La mission prend place dans un contexte de multiplication des plans sociaux, des restructurations et des défaillances d'entreprises, qu'elle ne parvient pas à enrayer,. D'après son ministère de rattachement, elle n'est en effet pas particulièrement efficace, même si certains observateurs soulignent la réussite de la mission à nouer des liens avec les acteurs de terrain. Cependant, si elle suit une organisation déconcentrée, elle a malgré tout peu de contact avec les collectivités locales. En 2006, la création de la DIACT (Délégation Interministérielle à l’Aménagement et à la Compétitivité des Territoires) marque sa disparition, désaprouvée par les organisations syndicales CFDT et CGT. La délégation est alors intégrées au sein de la nouvelle mouture de la DATAR.